# Hlinsko (Přerov)
Hlinsko é uma comuna checa localizada na região de Olomouc, distrito de Přerov.